# Barcelona Open 2019
Il Barcelona Open 2019 è stato un torneo di tennis giocato sulla terra rossa. È stata la 67ª edizione del Torneo Godó, parte della categoria ATP World Tour 500 series nell'ambito dell'ATP Tour 2019. La competizione si è disputata al Real Club de Tenis Barcelona di Barcellona, in Spagna, dal 22 al 28 aprile 2019.

## Partecipanti

### Teste di serie
| Nazionalità | Giocatore             | Ranking* | Testa di serie |
| ----------- | --------------------- | -------- | -------------- |
| Spagna      | Rafael Nadal          | 2        | 1              |
| Germania    | Alexander Zverev      | 3        | 2              |
| Austria     | Dominic Thiem         | 5        | 3              |
| Giappone    | Kei Nishikori         | 6        | 4              |
| Grecia      | Stefanos Tsitsipas    | 8        | 5              |
| Russia      | Karen Khachanov       | 12       | 6              |
| Russia      | Daniil Medvedev       | 14       | 7              |
| Italia      | Fabio Fognini         | 18       | 8              |
| Canada      | Denis Shapovalov      | 20       | 9              |
| Belgio      | David Goffin          | 21       | 10             |
| Francia     | Gilles Simon          | 26       | 11             |
| Spagna      | Pablo Carreño Busta   | 27       | 12             |
| Bulgaria    | Grigor Dimitrov       | 28       | 13             |
| Stati Uniti | Frances Tiafoe        | 29       | 14             |
| Francia     | Lucas Pouille         | 31       | 15             |
| Canada      | Félix Auger-Aliassime | 33       | 16             |

* Ranking al 15 aprile 2019.

### Altri partecipanti
I seguenti giocatori hanno ricevuto una wild card per il tabellone principale:
- Grigor Dimitrov
- David Ferrer
- Nicola Kuhn
- Feliciano López
- Alexander Zverev

I seguenti giocatori sono passati dalle qualificazioni:

- Federico Delbonis
- Hugo Dellien
- Marcel Granollers
- Albert Ramos Viñolas
- Diego Schwartzman
- Pedro Sousa

I seguenti giocatori sono entrati in tabellone come lucky loser:
- Guido Andreozzi
- Roberto Carballés Baena
- Nicolás Jarry

### Ritiri
Prima del torneo
- Chung Hyeon → sostituito da  Nicolás Jarry
- Alex de Minaur → sostituito da  Mischa Zverev
- Fabio Fognini → sostituito da  Roberto Carballés Baena
- Philipp Kohlschreiber → sostituito da  Guido Andreozzi

## Punti e montepremi
| Torneo    | Torneo              | V       | F       | SF      | QF     | 3T     | 2T     | 1T     | Q  | Q2    | Q1    |
| Singolare | Punti               | 500     | 300     | 180     | 90     | 45     | 20     | 0      | 10 | 4     | 0     |
| Singolare | Premi in denaro (€) | 503.015 | 253.000 | 128.000 | 67.000 | 33.580 | 17.685 | 9.920  | –  | 3.735 | 1.865 |
| Doppio    | Punti               | 500     | 300     | 180     | 90     | –      | –      | 0      | –  | –     | –     |
| Doppio    | Premi in denaro (€) | 169.300 | 82.880  | 41.560  | 21.330 | –      | –      | 11.020 | –  | –     | –     |

## Campioni

### Singolare
Dominic Thiem ha sconfitto in finale  Daniil Medvedev con il punteggio di 6-4, 6-0.
- È il tredicesimo titolo in carriera per Thiem, secondo della stagione.

### Doppio
Juan Sebastián Cabal /  Robert Farah hanno sconfitto in finale  Jamie Murray /  Bruno Soares con il punteggio di 6-4, 7–6(4).